# Adamski (producteur)
Pour les articles homonymes, voir Adamski.
Adamski, de son vrai nom Paul Adam Tinley, né le 4 décembre 1967 à Lymington, est un producteur de musique britannique. Il est notamment connu pour la chanson Killer (1990) en collaboration avec Seal.
Il est le frère de Mark Tinley.

## Discographie
- Liveandirect (1989)
- Doctor Adamski's Musical Pharmacy (1990)
- Naughty (1992)
- Adamski's Thing (1998)
- Killer - The Best of Adamski (1999)
- Mutant Pop (2000)